# ネッ友
ネッ友（ネッとも）はインターネット上だけで親交があり、現実世界では接点のない友人を指す日本の俗語、インターネットスラング。インターネット友達の略。「ネトモ(ネ友)」、「ネフレ」などとも呼ばれる。主にゲームやＸ(旧：Twitter)やFacebook、Instagram、TikTok、ツイキャス、mixiなどのゲームやSNSやチャット等で知り合う。反対語はリア友。

## 概要
ニフティが2022年に行った調査によれば、小中学生のうち過半数である59％が「今、ネッ友はいるか」という問いに「はい」と回答した。さらに、「実際にネッ友と会ったことがあるか」という問いに対しては15％が「はい」と回答した。
また、知り合ったきっかけについてゲームが48％、LINEが23％、Twitterが19％などと答えた。

## メリットとデメリット

### メリット
メリットに、リアルでは言えないことも相談できることが挙げられる。これは、現実の友人には人間関係などの都合上相談しにくいことが多いことに対し、ネッ友であれば出会っていないからこそ色々なことを言えるためである。
他にも、「いつでも話すことができ、いつでも縁を切れること」や「リアルの顔や外見で判断されないところ」、「趣味などの共通点を持つ人と出会いやすい上に、感情を共有しすいこと」などの人間関係上の良さや「いつでもどこでも話せる」「わざわざ外出しなくても遊べる」などの時間を気にせず遊べる点も挙げられる。

### デメリット
ネッ友を持つ小中学生からは「年齢や性別など、いくらでも嘘をつけること」や「相手の素性が全くわからないところ」、「会いたくなってしまい、トラブルにつながるかもしれないこと」、「文字だけだと気持ちが伝わりにくい」、「人によって悪口や暴言を吐く人がいる」などといった主に自分の情報を偽れる点をデメリットとする意見が出ている。
実際に会ってみたところ「女の子だと思ったら、実際はおじさんだった」や「やたら汚い言葉を使ってくる」などの問題も生じており、想像よりも印象が悪かったという割合は5％にのぼる。

## 関連語
他にも「○○友」というような俗語は多数存在する。ここでは2009年に北原保雄が自著で列挙したもののうち、インターネットでも現用が見られるものについて列挙する。
- カラ友：いつも一緒にカラオケに行く友達
- タリ友：かつて、共感できる話題で共に語り合う友達と言う意味で使われたが、現在はタリーズコーヒー店頭で話す友達、のような意味合いとなった。
- チャリ友：話をしながら自転車で移動する友達
- バイ友：バイト先で知り合った友達
- メル友：メール友達
- モバ友：モバゲータウン内での友達
- 類友：同じ趣味を持った友達
- レタ友：文通している友達。文通友達。
- ログ友：かつて「ブログ友達」や、チャット、音楽サイトや動画サイトで知り合った友達という意味で使われた。なお、「ブログ友達」は「ブロ友」として残っている。「ログ友は」、現在は特定名のゲームのゲーム友達を表している。
- 笑友：お笑いの話題を語る友達
- ガチ友：喧嘩もするが、心の底から助け合えるような友達
- 神友：親友の捩りで、信頼でき、全てを受け入れてくれる神様のような友達。なお類似の使い分けで、「新友」、「心友」、「深友」、「信友」などが見られる[10]。
- しゃべ友：喋ったことがある友達、または単に会話をする、もしくは会話はできる友達。
- 鉄友：鉄のような固いきずなで結ばれた友達
- ラブ友：ラブラブな友達